# Cymopterus rosei
Cymopterus rosei là một loài thực vật có hoa trong họ Hoa tán. Loài này được (M.E.Jones ex Coult. & Rose) M.E.Jones mô tả khoa học đầu tiên năm 1908.